# Clement (Familienname)
Clement oder Clément ist ein Familienname.

## Herkunft
Clément ist die französische Form des Vornamens Clemens.

## Namensträger

### A
- Adolphe Clément (1855–1928), französischer Ingenieur, Erfinder und Industrieller
- Alain Clément (1924–1994), französischer Journalist
- Albéric Clément (um 1165–1191), französischer Marschall
- Albert Clement (Kaufmann) (1849–1928), deutscher Kaufmann und Politiker
- Albert Clément (Rennfahrer, 1880) (1880–1955), französischer Automobilrennfahrer
- Albert Clément (Rennfahrer, 1883) (1883–1907), französischer Automobilrennfahrer
- Anouck Clément (* 2001), französische Handball- und Beachhandballspielerin
- Arnaud Clément (* 1977), französischer Tennisspieler
- Arthur-Edmund Clément (1859–??), Schweizer Fotograf
- Athénaïs Clément (1869–1935), Schweizer Begründerin von Kinderkrippen und Pflegerinnenschulen
- Aurore Clément (* 1945), französische Schauspielerin

### B
- Bernd Clement (* 1948), deutscher Pharmazeut, Chemiker und Hochschullehrer
- Bertha Clément (1852–1930), deutsche Schriftstellerin
- Bill Clement (* 1950), kanadischer Eishockeyspieler und Sportreporter
- Bob Clement (* 1943), US-amerikanischer Politiker

### C
- Catherine Clément (* 1939), französische Schriftstellerin
- Charles Philibert Joseph Clement (1846–1913), belgischer Politiker, Industrieller, Waffenhersteller
- Christian Clement (* 1968), deutscher Hochschullehrer, Autor und Herausgeber
- Christophe Clement (1965–2025), französischer Trainer im Pferderennsport
- Coralie Clément (* 1978), französische Sängerin
- Corey Clement (* 1994), US-amerikanischer Footballspieler

### D
- David Clément (Geistlicher, 1646) (1645–1725), deutsch-französischer reformierter Pfarrer
- David Clément (Geistlicher, 1701) (1701–1760), deutscher reformierter Pfarrer und Bibliograph
- Dawn Clement (* 1978), amerikanische Jazzmusikerin
- Dick Clement (* 1937), englischer Filmautor
- Doug Clement (* 1933), kanadischer Sprinter und Mittelstreckenläufer

### E
- Edmond Clément (1867–1928), französischer Opernsänger (Tenor)
- Elspeth Clement (* 1956), australische Hockeyspielerin
- Ernst Clement (1874–1969), deutscher Entomologe

### F
- Félix Auguste Clément (1826–1888), französischer Maler
- Frank Clement (Rennfahrer) (1888–1970), britischer Autorennfahrer
- Frank Clement (Leichtathlet) (* 1952), britischer Mittelstreckenläufer
- Frank G. Clement (1920–1969), US-amerikanischer Politiker
- François Clément (1714–1793), französischer Mauriner, Chronst und Historiker
- Franz Clement (1780–1842), österreichischer Geiger, Dirigent und Komponist
- Fritz Clement (1926–2004), deutscher Generalmajor der Nationalen Volksarmee (NVA) und Funktionär der SED

### G
- Georges Clément (1825–1871), Schweizer Politiker und Staatsrat des Kantons Freiburg
- Gerhard Clement (1938–2023), deutscher Fußballspieler
- Gilles Clément (* 1943), französischer Gartenarchitekt

### H
- Hal Clement (1922–2003), US-amerikanischer Science-Fiction-Schriftsteller
- Henri I. Clément (1170–1214), Herr von Mez und Argentan sowie Marschall von Frankreich
- Henri II. Clément (nach 1224–1265), Herr von Le Mez, Argentan und Sai sowie Marschall von Frankreich
- Herma Clement (1898–1973), deutsche Film- und Bühnen-Schauspielerin und Schauspiellehrerin
- Hugo Clément (* 1989), französischer Journalist und Tierschutzaktivist

### I
- Inge Clement (* 1977), belgische Judoka

### J
- Jack Clement (1931–2013), US-amerikanischer Country-Musik-Produzent und Songwriter
- Jacques Clément (1567–1589), Mörder des französischen Königs Heinrich III.
- Jean III. Clément († 1260), Marschall von Frankreich
- Jean-Baptiste Clément (1836–1903), französischer Chansonnier und Kommunarde
- Jean-Marie-Bernard Clément (genannt Clément de Dijon; 1742–1812), französischer Dichter, Literaturkritiker und Übersetzer
- Jean-Michel Clément (* 1954), französischer Rechtsanwalt und Politiker (LT)
- Jean Pierre Clément (1809–1870), französischer Historiker
- Jemaine Clement (* 1974), neuseeländischer Musiker, Schauspieler und Autor
- Jennifer Clement (* 1960), US-amerikanische Autorin
- Jérémy Clément (* 1984), französischer Fußballspieler
- Jérôme Clément (* 1945), französischer Jurist und Fernsehlobbyist
- Johann Georg Clement (1710–1794), deutscher Kirchenmusiker und Komponist
- John Clement, Lehrer und Ehemann von Margaret Giggs
- Joseph Clement (1779–1844), britischer Ingenieur und Industrieller
- Juan Rebolledo Clément (* 1913), mexikanischer Botschafter

### K
- Karen Clément (* 1999), französische Skirennläuferin
- Kerron Clement (* 1985), US-amerikanischer Leichtathlet
- Knut Jungbohn Clement (1803–1873), deutscher Schriftsteller
- Krass Clement (* 1946), dänischer Fotograf

### L
- Logan Clément (* 2000), Schweizer Fußballspieler
- Louis Frédéric Clément-Simon (1873–1934), französischer Diplomat
- Louisa Clement (* 1987), deutsche Künstlerin
- Ludovic Clément (* 1976), französischer Fußballspieler

### M
- Margaret Clement, Angehörige der englischen Gentry und gelehrte katholische Exilantin, siehe Margaret Giggs
- Marguerite Thomas-Clement (1886–1979), luxemburgische Politikerin und erste weibliche Abgeordnete im luxemburgischen Parlament
- Mariame Clément (* 1974), französische Opernregisseurin
- Maurice Clement (* 1972), luxemburgischer Organist
- Mary Greenleaf Clement, (1830–1912), US-amerikanische Pädagogin, Suffragette, Frauenrechtlerin und Aktivistin der Woman’s Christian Temperance Union
- Mathieu Clement (* 2001), luxemburgischer Jazzmusiker
- Michel Clement (* 1971), niederländischer Ökonom und Hochschullehrer

### N
- Neil Clement (* 1978), englischer Fußballspieler
- Nicole Clément (* 1934), französische (in der Schweiz geborene) Gitarristin und Komponistin
- Nicole Clément (* 1946), französische Komponistin und Professorin am Conservatoire de Paris
- Nicolas Clément (1779–1841), französischer Chemiker und Physiker

### O
- Olivier Clément (1921–2009), französischer Dichter, Schriftsteller und Theologe

### P
- Pascal Clément (1945–2020), französischer Politiker
- Paul Clement (Jurist) (* 1966), US-amerikanischer Jurist
- Paul Clement (Fußballtrainer) (* 1972), englischer Fußballtrainer
- Paul A. Clement (Paul Augustus Clement; 1906–1986), US-amerikanischer Archäologe
- Pelle Clement (* 1996), niederländischer Fußballspieler
- Percival W. Clement (1846–1927), US-amerikanischer Politiker
- Peter Clement (Autor) (* 1945?), kanadischer Arzt und Schriftsteller
- Peter Clement (Fußballspieler) (* 1946), österreichischer Fußballspieler
- Peter Clement (Ornithologe) (* 1948), englischer Ornithologe
- Philippe Clement (* 1974), belgischer Fußballspieler

### R
- Raymond Clement (* 1944), luxemburgischer Fotograf
- René Clément (1913–1996), französischer Filmregisseur
- Rik Clément (1920–2008), belgischer Comiczeichner
- Roland C. Clement (1912–2015), US-amerikanischer Ornithologe
- Rolf Clement (* 1953), deutscher Journalist und Sicherheitsexperte

### S
- Skipper Clement (um 1484–1536), dänischer Kapitän und Freibeuter
- Stef Clement (* 1982), niederländischer Radrennfahrer
- Stéphanie Clément, französische Filmregisseurin
- Susana Clement (* 1989), kubanische Sprinterin
- Suzanne Clément (* 1969), kanadische Schauspielerin
- Sven Clement (* 1989), luxemburgischer Politiker

### T
- Thérèse Clément (1889–1984), französische Malerin
- Timothy Clement-Jones, Baron Clement-Jones (* 1949), britischer Politiker (Liberal Democrats)
- Tony Clement (Politiker) (* 1961), kanadischer Politiker
- Tony Clement (Rugbyspieler) (* 1967), walisischer Rugby-Union-Spieler

### U
- Ulrich Clement (* 1950), deutscher Psychologe, Psychotherapeut und Sexualwissenschaftler
- Ute Clement (* 1964), deutsche Berufspädagogin

### W
- Werner Clement (* 1941), österreichischer Ökonom und Hochschullehrer
- Wolfgang Clement (1940–2020), deutscher Politiker (SPD)